# Seznam korpusov Waffen-SS
Seznam korpusov Waffen-SS.

## Seznam
- I. SS-Panzer-Korps »LSSAH«
- II. SS-Panzer-Korps
- III. (germanisches) SS-Panzer-Korps
- IV. SS-Panzer-Korps
- V. SS-Freiwilligen-Gebirgs-Korps
- VI. Waffen-Armee-Korps der SS (lettische)
- VII. SS-Panzer-Korps
- IX. Waffen-Armee-Korps der SS (kroatisches)
- X. Armee-Korps der SS
- XI. SS-Armee-Korps
- XII. SS-Armee-Korps
- XIII. SS-Armee-Korps
- XIV. SS-Armee-Korps
- XV. Kosaken-Kavallerie-Korps
- XVII. Waffen-Armee-Korps der SS (ungarisches)
- XVIII. SS-Armee-Korps
- Serbisches Korps der SS